# Râul Arțar
Râul Arțar este un râu din România, afluent al Râului Rotund. 